# British European Airways
British European Airways o BEA fue creada en 1945 por una Ley del Parlamento Británico. La aerolínea operaba en rutas europeas y del norte de África desde una gran variedad de aeropuertos del Reino Unido. BEA era también la mayor aerolínea doméstica del Reino Unido, operando vuelos a las principales ciudades del país, incluyendo Londres, Mánchester, Edimburgo, Belfast y Glasgow.
La aerolínea fue también el cliente de lanzamiento de muchos aviones británicos de corto y medio alcance de los 50 y 60, incluyendo el Vickers Viscount, el Vickers Vanguard, el BAC One-Eleven 500 y el Hawker Siddeley Trident. 
En 1969 BEA formó una subsidiaria chárter, British Airtours, para proporcionar servicios vacacionales chárter.

BEA cesó sus operaciones en 1974 cuando se fusionó con la British Overseas Airways Corporation para formar British Airways.

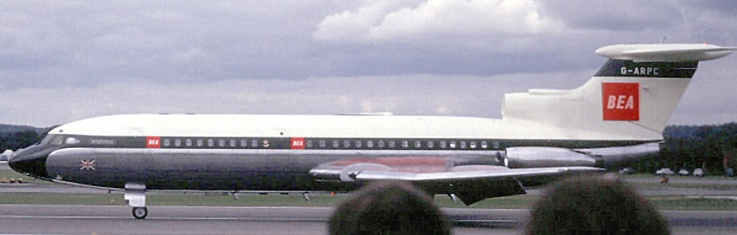
Hawker-Siddeley Trident (G-ARPC), construido en 1962 y destruido en un incendio en el aeropuerto londinense de Heathrow en 1975.

## Flota histórica
BEA operó las siguientes aeronaves durante su existencia:
| Aeronaves                         | Total | Introducido | Retirado |
| --------------------------------- | ----- | ----------- | -------- |
| Airspeed Ambassador               | 20    | 1951        | 1961     |
| Armstrong Whitworth AW.660 Argosy | 9     | 1961        | 1970     |
| Avro Anson                        | 1     | 1947        | 1948     |
| BAC 1-11                          | 18    | 1968        | 1974     |
| Bristol Freighter                 | 2     | 1950        | 1964     |
| Bristol Sycamore                  | 1     | 1952        | 1956     |
| De Havilland Comet                | 18    | 1959        | 1970     |
| De Havilland DH.89 Dragon Rapide  | 15    | 1947        | 1963     |
| De Havilland DH.114 Heron         | 5     | 1954        | 1974     |
| Douglas DC-3/C-47                 | 47    | 1943        | 1963     |
| Handley Page Dart Herald          | 3     | 1961        | 1968     |
| Hawker Siddeley Trident           | 67    | 1963        | 1974     |
| Junkers Ju 52                     | 11    | 1946        | 1948     |
| Short SC.7 Skyvan                 | 1     | 1973        | 1974     |
| Vickers Vanguard                  | 20    | 1960        | 1974     |
| Vickers Viking                    | 77    | 1946        | 1956     |
| Vickers Viscount                  | 81    | 1950        | 1971     |